# Селце (Крупина)
Селце (слч. Selce) насељено је мјесто са административним статусом сеоске општине (слч. obec) у округу Крупина, у Банскобистричком крају, Словачка Република.

## Становништво
| Година:    | 1994. | 2004.    | 2014.   | 2024.    |
| ---------- | ----- | -------- | ------- | -------- |
| Број људи: | 135   | 112      | 101     | 82       |
| Разлика:   |       | -17,03 % | -9,82 % | -18,81 % |

| Година:    | 2023. | 2024.   |
| ---------- | ----- | ------- |
| Број људи: | 86    | 82      |
| Разлика:   |       | -4,65 % |

Према подацима о броју становника из 2024. године насеље је имало 82 становника.